# دانته (شیطان هم می‌گرید)
دانته (ژاپنی: ダンテ) شخصیتی تخیلی و قهرمان اصلی در مجموعه بازی‌های اکشن-ماجراجویی شیطان هم می‌گرید است که توسط شرکت کپ‌کام تولید شده‌است و چهار عنوان از آن در مجموع ۹ میلیون نسخه فروخته‌اند. دانته یک شکارچی اهریمن و شخصیت اصلی سه بازی اول و یکی از شخصیت‌های اصلی بازی چهارم و پنجم بوده‌است. این شخصیت در مجموعه انیمه و سری مانگای شیطان هم می‌گرید ۳ نیز حضور دارد.
او فردی نیمه اهریمن است زیرا پدر او اسپاردا (یک اهریمن کامل) و مادر او یک انسان بود. دانته برادر دوقلویی به نام ورژیل دارد که در انتهای نسخه سه بازی (که داستانش وقایع قبل داستان شماره ۱ بازی را بازگو می‌کند) ورجیل را به قعر جهنم پرتاپ می‌کند و از بازگشایی دوباره دروازه جهنم که سالیان پیش توسط اسپاردا بسته شده بود جلوگیری می‌کند.

## شخصیت
دانته یک فرد مزدور است که اهریمنان را از بین می‌برد. و همیشه یک پالتوی انگلیسی قرمز می‌پوشد و شمشیری به نام طغیان (rebellion)(البته در نسخه پنجم بازی، این شمشیر شکست و جای خود را به شمشیر شیطانی دانته داد) و دو کلت ام۱۹۱۱ به نام‌های Ebony و Ivory دارد؛ این تفنگ‌ها هیچگاه به پرکردن خشاب نیاز ندارند.او یک شکارچی شیطان حرفه ایست و کار با هر نوع سلاحی را بلد است. او چهار سبک مبارزه اصلی به نام‌های حقه بازی، استاد شمشیرزن، تفنگدار و گارد سلطنتی دارد (البته در نسخه سوم دو سبک جدید به نام‌های جیوه و روح دوگانه به سبک‌هایش اضافه شد). او بیشتر به خوی انسانی خود تکیه کرده و برعکس ورژیل علاقه برای کسب قدرت ندارد.
او هرگز مأمور انتظارات دیگران نمی‌شود. او به خونسردی و مزه‌پرانی به غول آخرهای بازی شهره بوده‌است.او علاقه زیادی به خوردن پیتزا و بستنی توت فرنگی (در انیمه) دارد.

## محبوبیت
دانته از نظر محبوبیت در کتاب گینس رتبه ۲۸ را دارد. او همواره یکی از جذاب‌ترین و خوش تیپ‌ترین شخصیت‌های تاریخ بازی‌های رایانه‌ای بوده‌است. وی به خاطر ظاهر و استایل خاصش و خصوصیات شخصیتی ویژه‌اش خیلی زود تبدیل به یکی از شناخته شده‌ترین و محبوب‌ترین شخصیت‌ها در دنیای بازی‌های رایانه‌ای شد.